# Semen (Wonoboyo)
Semen is een bestuurslaag in het regentschap Temanggung van de provincie Midden-Java, Indonesië. Semen telt 1571 inwoners (volkstelling 2010).